# 滦河站
滦河站位于中华人民共和国河北省唐山市迁安市野鸡坨镇与滦州市东安各庄镇交界处，是津秦高速铁路上的高铁站，2013年12月1日启用营运，由北京局集团唐山直属站管辖。车站建设之初，因迁安市和滦县等地方利益冲突，在选址和命名方面曾存有较大争议，甚至拖延了津秦高速铁路建设进度。为照顾两地情绪，车站设立在了两地交界，并以车站附近的滦河命名。

## 歷史
2006年，津秦高速铁路在规划时拟定在天津市、滨海新区、唐山市、卢龙县、北戴河和秦皇岛六地设站。然而这项规划对设站的安排，被途径的迁安市反对，迁安市以“从行政区域上说，高铁站在秦皇岛内有卢龙、北戴河和秦皇岛3站，而在唐山境内却只有一站，不公平”的理由赢得上级唐山市政府的支持。2006年4月20日，唐山市政府以“唐政呈[2006]30号”公文，向河北省人民政府申请支持在迁安设站。2008年，在唐山市和河北省政府的协调下，迁安站南移，调整至迁安与滦县交界处。2008年2月29日，津秦高速铁路途径的迁安市政府致函铁道部，申请设立迁安站，并表示愿意承担因设计调整而增加的费用。不久，迁安方面得到消息，设站基本获准通过，站点就设在该市野鸡坨镇。
2008年11月27日，迁安市致函唐山市，提出在站房的修建中，应本着“谁多投资谁多受益”的原则，站名设为“迁滦站”，并表示愿意承担多建部分的投资，比滦县多投资2800万元。但该提议遭到财力相对薄弱的滦县反对。为照顾两地情绪，最后站名以两地交界处的滦河为名。
得知铁路将要经过的消息后，沿线部分居民为能得到征地和拆迁补偿款，在土地上建房、种树和挖井。线路变更后，原来的部分土地不再征用，快到手的补偿随之消失，引发部分居民不满，他们直接告到环保部，最终导致项目叫停。2011年5月18日，国家环保部下发“责令改正违法行为决定书”，指出津秦高速铁路滦县段部分施工地点修改后未重新做环评，违反了《环境影响评价法》第24条规定。“决定书”要求天津至秦皇岛客运专线项目立即停止建设，并在6月15日之前向环保部重新报批环境影响评价文件。
2013年12月1日，车站通车启用。

## 車站周邊
- 中国邮政野鸡坨邮政支局

### 其他跨相邻行政区的车站
- 滑浚站：位于滑县、浚县交界处
- 芦台站：位于天津市宁河区、滨海新区和河北省唐山市丰南区交界处
- 燕三條車站：北侧属燕市、南侧属三條市

## 外部連結
- 中国铁路客户服务中心 （页面存档备份，存于）
- 津秦高铁被叫停背后：两地争夺致站点线路调整 （页面存档备份，存于）